# Calorimètre (physique des particules)
 (octobre 2015).
Si vous disposez d'ouvrages ou d'articles de référence ou si vous connaissez des sites web de qualité traitant du thème abordé ici, merci de compléter l'article en donnant les références utiles à sa vérifiabilité et en les liant à la section « Notes et références ».
En physique des particules, un calorimètre est un appareil expérimental qui mesure l'énergie des particules en les faisant entrer en contact avec un objet massif tel du plomb.
Tout ou partie de l'énergie des particules est alors déposée dans le calorimètre, recueillie et mesurée. Typiquement, les calorimètres peuvent être segmentés transversalement pour fournir des informations sur la direction des particules, et longitudinalement pour fournir des informations sur la forme de la gerbe pendant qu'elle se développe.

## Types de calorimètres
Selon le type de particule incidente, la traversée du calorimètre n’aura pas le même effet. Une particule électromagnétique (électrons ou positrons) va immédiatement former une gerbe en émettant plusieurs photons qui eux-mêmes se désintégreront en paires e+ / e- qui émettront des photons... De même un rayon gamma se désintégrera en paire e+ / e- et formera une gerbe très similaire. A contrario un hadron traversant le calorimètre ne va interagir avec la matière qu’à partir d’une certaine profondeur, variable. Certains n’interagiront pas, on les appelle des MIPs (Minimum Ionizing Particles). Les autres formeront une gerbe composée d’une partie hadronique (principalement π+, π0, π-) et d’une partie électromagnétique (e+, e-, γ).

Ainsi un calorimètre électromagnétique sera spécifiquement conçu pour mesurer l'énergie des particules interagissant principalement par interaction électromagnétique (électron, photon, positron), alors qu'un calorimètre hadronique sera destiné aux particules qui agissent par l'intermédiaire de la force nucléaire forte (hadrons soit proton, neutron et méson).
La conception des calorimètres est un domaine de recherche actif en physique des particules, chaque expérience voulant favoriser tel aspect plutôt que tel autre. Le coût de tels appareillages est aussi un critère pour choisir une technologie.

## Exemples de calorimètres

### En laboratoire

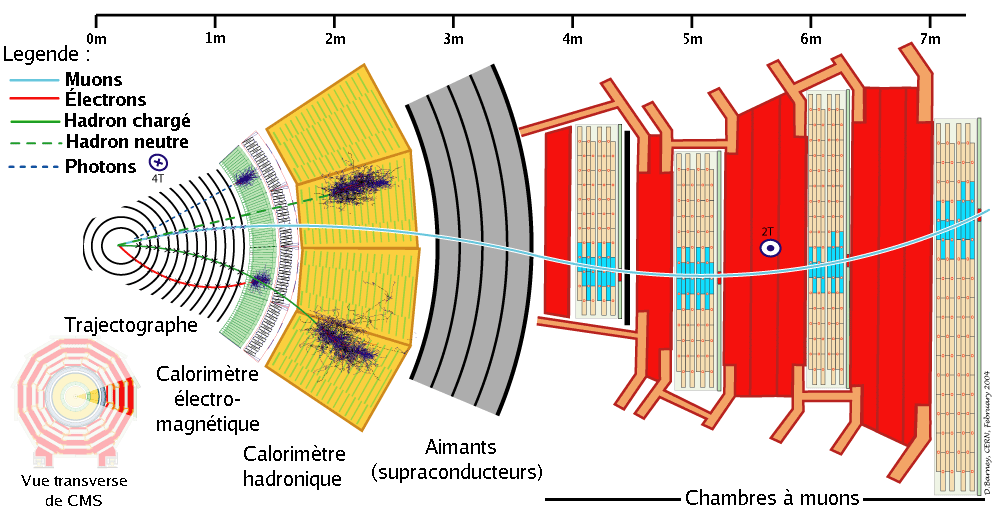
Schéma d'une tranche du détecteur CMS

De nombreux calorimètres sont utilisés dans la recherche fondamentale, tels que ceux d'ATLAS et de CMS, deux des cinq expérience du CERN au LHC qui participent entre autres à la traque du boson de Higgs.

### Dans l'espace

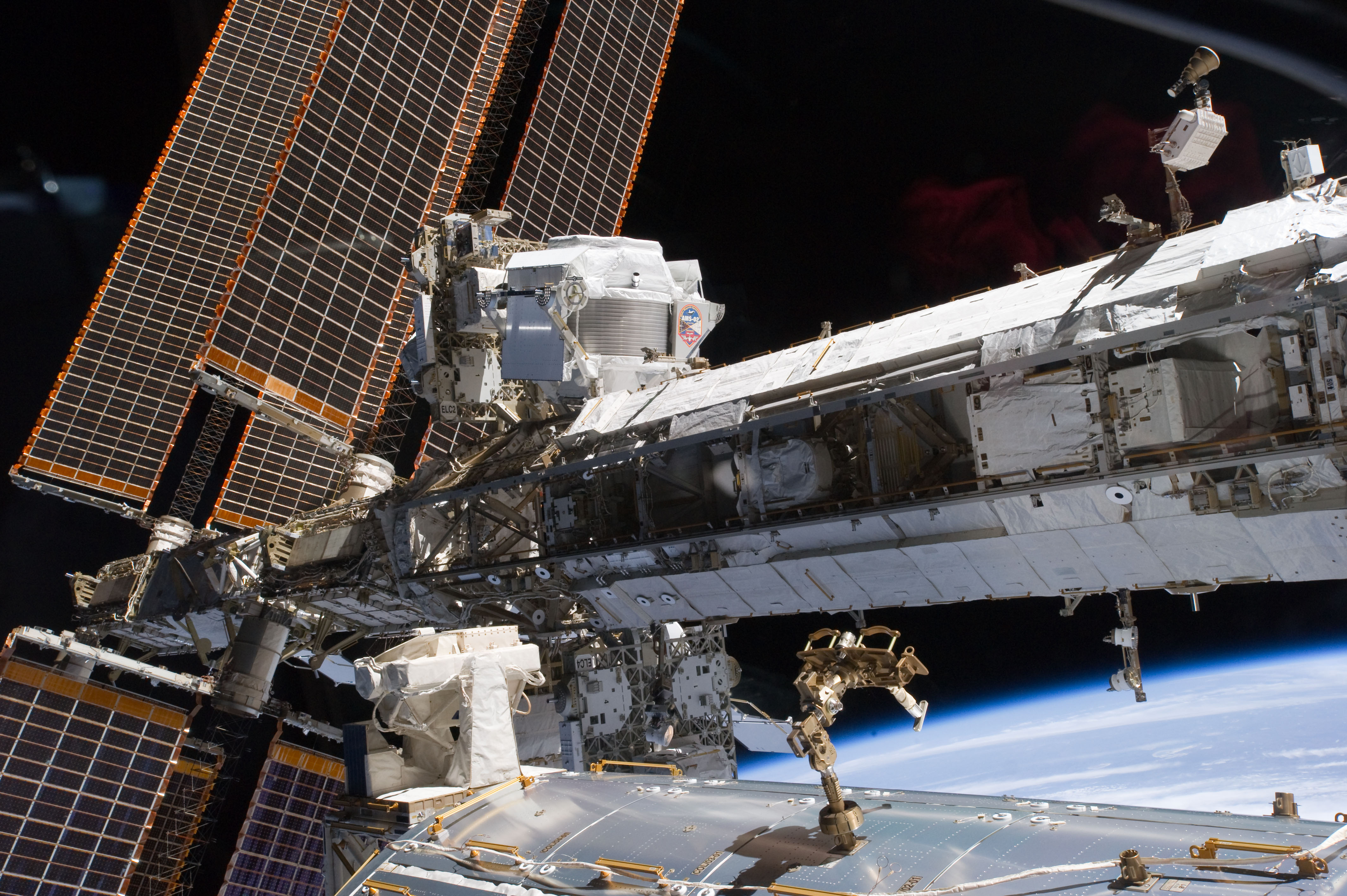
AMS-02 sur la poutre S3 de l'ISS

Plusieurs calorimètres ont déjà été envoyé dans l'espace pour l'étude des rayons cosmiques avec l'expérience PAMELA en 2006 puis en 2011 avec l'arrimage sur l'ISS du capteur AMS-02.